# Francisca Rojas

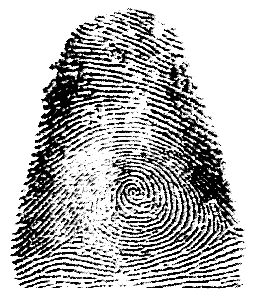
Huella del pulgar derecho de Francisca Rojas, considerada como la primera persona homicida en haber sido identificada y condenada a partir de sus huellas dactilares.

Francisca Rojas de Carballo (nacida en 1865-fallecida en ¿?) es tradicionalmente considerada en ciencia criminalística como la primera persona en el mundo que fue condenada a partir de la evidencia otorgada por sus propias huellas dactilares.

## El suceso histórico
El 29 de junio de 1892 Rojas, de entonces 27 años de edad, mató a sus dos hijos en la entonces pequeña localidad balnearia bonaerense de Quequén, en la República Argentina. Su hijo Ponciano Carballo Rojas, de 6 años, y su hermana menor Felisa, de 4 años, fueron brutalmente asesinados en su casa.
Francisca trató de simular un ataque cortándose su propia garganta y luego culpando de ambos homicidios a su vecino Pedro Ramón Velázquez. No obstante, él no confesó haber cometido ambos horrendos crímenes, por lo que los investigadores policiales necesitaban encontrar pruebas incriminantes o fehacientes. Lo que ellos sí encontraron fue una huella dactilar ensangrentada en el buzón de la puerta de la casa. Ya que la madre negó haber tocado los cadáveres de los dos niños (implicando haberse manchado con la sangre de ellos), por lo tanto la huella en cuestión sólo podría haber provenido del propio homicida.
Con la ayuda del argentino de origen croata Juan Vucetich, Oficial de la Policía de la Provincia de Buenos Aires -quien fue un pionero mundial en la materia-, se determinó que tales huellas dactilares no pertenecían a Pedro, sino a la propia Francisca. Una vez confrontada con dicha irrefutable prueba, Rojas terminó confesando haber asesinado a sus dos hijos.
Las razones que llevaron a Francisca Rojas a cometer el doble filicidio fueron la interferencia de Pedro en un romance entre ella y otro pretendiente, además de la sensación de Rojas de haber resultado más atractiva ante ese otro galán si no tenía hijos.
Usualmente se considera que Rojas fue la primera persona condenada a nivel mundial basándose en la prueba o evidencia criminalística otorgada por sus propias huellas dactilares.